# Копанки (Павловский район)
Копанки — посёлок в Павловском районе Воронежской области Российской Федерации.
Входит в состав Петровского сельского поселения.
В посёлке имеется одна улица — Некрасова.
| 2009 | 2010 |
| ---- | ---- |
| 12   | ↘7   |